# 黑暗靈魂II
《黑暗靈魂II》是一款由日本電子遊戲公司From Software製作的動作角色扮演遊戲。本作为黑暗靈魂系列的第二部作品，亦是魂系列中唯一非由宫崎英高担任总监的作品。
本作的PlayStation 3、Xbox 360版于2014年3月上市，Microsoft Windows版于2014年4月上市。 本作的强化版《黑暗靈魂II：原罪哲人》于2015年4月登陆PlayStation 3、PlayStation 4、Xbox 360、Xbox One、Microsoft Windows平台。

## 系統
遊戲保留前作大部分元素，玩家需要在遊戲開始時設定操縱角色之性別、外貌特徵和起始級別，其後在各地點面對各種環境陷阱、敵人及頭目。旅程上可透過點燃篝火（Bonfire）作為死亡後的重生地點，每次在篝火休息能回復生命值和魔法，同時使區域內所有已被消滅的敵人復活。擊敗敵人可取得靈魂數值作購買物品與提升各項能力參數之用。遊戲也保留線上多人模式：玩家加入遊戲內部分派別後能與其他玩家進行PVP競爭或PVE合作。
其中一個與前作不同之處是敵人不會無限重生：在多次消滅和重生後將於是次遊戲旅程永久滅絕（可以透過道具重生但會把附近所有敵人之難度永久提高一個等級），此外每次死亡後主角之最大生命值均會下降（最多減至50%）。遊戲亦增加了武器與魔法種類。
遊戲完成後可進入二週目：主角所有非關鍵道具與能力參數會被保留；所有敵人之難度永久提高一個等級；擊敗牠們後取得的靈魂數值也會提高。

## 劇情
承接前作的隱晦敘事風格，大部分劇情均須透過主角與非玩家角色之間的對話及物品介紹自行拼湊。遊戲與前作設定於同一世界，由各物品之解說可得知本作為前作傳火結局後經歷漫長歲月後之時代。因初始之火（First Flame）再度減退，不死人詛咒再臨人間，主角是其中一名身負詛咒之旅客，受一名朝聖綠衣人-（日文：緑衣の巡礼, 英文: The Emerald Herald）之引導而前往名為多蘭古雷格（Drangleic）之地尋求解除不死人詛咒之方法，藉由收集靈魂阻遏詛咒和維持人性：受詛咒者雖有不死之身，但隨著時間過去及死亡次數增加會逐漸失去記憶及情感，最終變成遊魂（Hollow）。
主角不久到達臨海村莊如蜜（Majula），當地碩果僅存的防火女兼傳令者綠衣巡使（Emerald Herald）指示主角要收集四個偉大靈魂強化自身，用以打開通向王城所經過的冬之廟大門並與多蘭古雷格國王汎克拉德（Vendrick）會面。在擊敗四個偉大靈魂宿主和取得其靈魂後，主角進入多蘭古雷格王都遇見王妃杜娜湘卓（Nashandra），獲悉汎克拉德離開了王都，並且被指示擊敗國王和代替他坐上王座。於王都附近的不死靈廟（Undead Crypt）內，主角發現汎克拉德已成為遊魂在內徘徊。在取得其戒指後，綠衣巡使指示主角前往汎克拉德兄長安第爾之館（Aldia's Keep）。館舍後方龍祭壇（Dragon Shrine）內的古龍向主角授予灰霧核心（Ashen Mist Heart），讓主角得以進入於巨人隕落之森（Forest of Fallen Giants）內已死去巨人之記憶：巨人乃北方彼岸的種族；多年前杜娜湘卓就表示他們是北方之威脅而向汎克拉德提出警告，汎克拉德把杜娜湘卓立為女王後領兵進攻巨人領土並帶回某戰利品，巨人王為復仇和奪回該物品而率領一眾巨人對多蘭古雷格進行長達數世代之圍剿，主角在記憶中擊敗巨人王後終能到達王都之地下王室，綠衣巡使也現身警告，杜娜湘卓將阻止主角坐上王座進行「傳火」：此儀式可解除詛咒和暫時遏止來自深淵（Abyss）的黑暗吞噬世界。主角進入王室後杜娜珊卓以黑暗本體現身對主角作出攻擊以圖奪取主角的力量：杜娜湘卓乃前作敵人深淵之主馬努斯（Manus, Father of the Abyss）之靈魂碎片，目的是散播黑暗和令初始之火熄滅，汎克拉德正是在生命的最後發現杜娜湘卓之企圖而帶著戒指離開王都以免王座落入其手中。主角擊敗杜娜湘卓後根據玩家的選擇，可以坐上王座成為下任國王，燃燒自身以傳承初始之火，或是離開王座尋找屬於不死人的真正意義，留待其他人坐上王座。

## 開發
遊戲副總監澀谷知廣表示遊戲將有新世界和新武器，但保留前作大部分遊玩方式，曾在前作出現的「契約」（Covenants）於本作中再度出現但變得較容易理解和更容易加入。遊戲世界與前作大小相若但提供的遊玩內容更多，也給予玩家更大自由決定如何進行遊戲，遊戲開首部分也變得更容易以照顧新玩家。本作保留了前作以難度見稱的特色；遊戲總監谷村唯表示他們認為此乃遊戲的核心元素，因此不打算設立簡單模式。
本作的示範遊玩片段顯示使用了比前作更強的圖像引擎，亦引進了新挑戰，以及更先進的人工智能，能對玩家行為作出更多變的反應。
2013年9月19日，谷村唯宣佈遊戲的個人電腦版本將延後推出以確保質素；遊戲製作Takeshi Miyazoe本於2013年12月表示追加下載內容並不打算推出，但在2014年1月的一次會談中表示遊戲絕對有空間推出追加下載內容而且玩家的回應非常重要。2014年6月4日，From Software宣佈將推出三部曲的追加下載內容《失落的王冠》（The Lost Crowns），首部曲「深淵王的王冠」（Crown of the Sunken King）於2014年7月22日推出，二部曲「鐵之古王的王冠」（Crown of the Old Iron King）於2014年8月26日推出，三部曲「白王的王冠」（Crown of the Ivory King）原定2014年9月24日推出但延後至9月30日推出。
2014年11月25日，萬代南夢宮宣佈發行遊戲的加強版：《黑暗靈魂II：原罪哲人》，定於2015年4月3日在個人電腦、PlayStation 3、Xbox 360、PlayStation 4及Xbox One平台上發行，遊戲將包括《黑暗靈魂II》與三部曲追加下載內容，當中個人電腦、PlayStation 4和Xbox One版本的圖像將被重製、線上多人模式將有更高容量、也將包括在2015年2月5日推出的1.10版本修補程式。該修補程式使用DirectX 11，增加各項世界細節、事件和其他修繕，現有個人電腦版本的遊戲能透過支付原遊戲較低價格29.99美金來升級成原罪哲人版本，但PlayStation 4和Xbox One版本則需要額外購買。

## 評價
遊戲獲得一致好評。GameRankings和Metacritic為遊戲Xbox 360版本分別給予88.95分和91分、PlayStation 3版本分別給予89.68分和91分、個人電腦版本分別給予 88.30分和91分。
德國雜誌《M! Games》給予遊戲90分，評論員表示使用了超過60小時完成遊戲；於2014年2月26日公開的幕後製作短片中，為遊戲其中一位角色配音的演員彼得·西拉分諾域斯（Peter Serafinowicz）表示在他30年玩電子遊戲的經歷中，從未玩過比《黑暗靈魂II》更出色的遊戲；Fami通給予遊戲37/40分，四位評論員分別給予9/10、10/10、9/10和9/10分；IGN給予遊戲9/10分，評論員馬蒂·兆發（Marty Silva）表示遊戲是一部聰明、規劃巨大而且非常令人覺得值得的續集，充滿深入的設定、緊張的交鋒、聰明的線上多人和二週目元素，使人希望在完成遊戲後再次遊玩，但對死亡的懲罰使遊戲變得幾乎無法遊玩，雖然如此，出色的敵人和關卡設計使60小時的痛苦在瞬間成為過去；Game Informer成員丹尼爾·達克（Daniel Tack）給予遊戲9.75/10分，表示遊戲從頭至尾是一場偉大的歷險，充滿奇妙的環境、既創新也恐怖的敵人、以及每次通過白色霧門時帶來的緊張感使遊戲非常值得一玩；Polygon成員菲爾·高拉（Phil Kollar）給予遊戲9/10分，對廣闊的遊戲世界、難度和完成遊戲時的勝利感予以讚揚。
遊戲的難度亦招致批評。首次接觸《黑暗靈魂》系列的Gamespot成員積士汀·希活特（Justin Haywald）給予遊戲5/10分，表示遊戲把遊玩趣味變得單調乏味，並將之掩飾為給予玩家挑戰。
而本作新加入的雙持武器系統受到一些玩家的好評，雖然在黑暗靈魂3并沒有加入此系統，但在宮崎英高最新作品《艾爾登法環》中就加入了類似的武器系統。

## 行銷
直至2014年3月31日，遊戲於美國和歐洲售出一百二十萬份；萬代南夢宮的2014年度財政報告表示遊戲在巴西的銷情非常好。

## 外部連結
- 官方網站